# Distrito de Copa

Provincia de Cajatambo en el Departamento de Lima

El Distrito de Copa es uno de los cinco distritos de la provincia de Cajatambo, ubicada en el Departamento de Lima, bajo la administración del Gobierno Regional de Lima-Provincias, Perú.
Dentro de la división eclesiástica de la Iglesia Católica del Perú, pertenece a la diócesis de Huacho.

## Historia
El distrito fue creado mediante Ley del 2 de enero de 1857, en el gobierno del Presidente Ramón Castilla.

## Geografía
Abarca una superficie de 212,16 km² y está ubicado sobre los 3400 m s. n. m., su capital es el centro poblado de Copa.

## División administrativa

### Centros poblados
- Urbanos
  - Copa, con 340 hab.
  - Huayllapa, con 372 hab.
  - Poquian, con 141 hab.
- Rurales
  - Huatiac, con 5 hab.
  - Seyguia, con 3 hab.

Además, en el distrito se encuentran los despoblados de Jurushpan y Calinca.

## Autoridades

### Municipales
- 2019-2022
  - Alcalde: Henoch Flores Callupe
  - Regidores:
- 2015-2018[2]
  - Alcalde: Abel Narciso Caquipoma Reyes, Movimiento Patria Joven (PJ).
  - Regidores: Federico Curi Cayetano Coronado (PJ), Lino Atachagua Loyola (PJ), Yodofreda Reyes Atachagua (PJ), Pascacio Zelada Santos (PJ), Deonicio Sabas Polín Cayetano (Concertación para el Desarrollo Regional).
- 2011-2014[3]
  - Alcalde: Villarruel Cayetano Mejia,  Partido Restauración Nacional (Rn).[4]
  - Regidores: Epher Abimael Neira Espinoza (RN), Nasario Tadeo Flores (RN), Gumerciendo Filomon Inga Tadeo (RN), Vigilia Pedraza Atachagua (RN), David Abel Requejo Castillo (Partido Aprista Peruano).
- 2007-2010[5]
  - Alcalde: Tolentino Pasión Lauriano, Coordinadora Nacional de Independientes (CNI).
  - Regidores: Tiburcio Reyes Hilario (CNI), Faustino Espejo Toribio (CNI), Nicolás Rogelio Atachagua Pedraza (CNI), Ada Adelia Santos Dolores (CNI), Nicet Mejía Polín (Partido Aprista Peruano).
- 2003-2006
  - Alcalde: Quintiliano Cayetano Díaz, Partido Perú Posible.
- 1999-2002
  - Alcalde: Tiburcio Reyes Hilario, Movimiento independiente Vamos Vecino.
- 1996-1998
  - Alcalde: Tiburcio Reyes Hilario, Lista independiente N.º 9 Sol Naciente Cajatambo 95.
- 1993-1995
  - Alcalde: Juan Primero Espejo Morales, Partido Popular Cristiano.

### Policiales
- Comisaría de Cajatambo
  - Comisario: Cmdte. PNP.

### Religiosas
- Diócesis de Huacho[6]
  - Obispo de Huacho: Mons. Antonio Santarsiero Rosa, OSI.
- Parroquia[7]
  - Párroco: Pbro.